# راوسدورف
راوسدورف (به آلمانی: Rausdorf) یک شهر در آلمان است که در Stormarn واقع شده‌است. راوسدورف ۲۳۰ نفر جمعیت دارد.